# Dialyse (rhétorique)
Pour les articles homonymes, voir Dialyse (homonymie).
En rhétorique gréco-latine, la dialyse est une sorte d'hyperbate dans laquelle l'ordre du discours est interrompu par l'interposition d'une sentence formant parenthèse. Figure par laquelle on omet certaines conjonctions, par exemple la conjonction et.

## Étymologie
Terme composé de deux mots grecs signifiant « par » et « action de délier ».

## Exemple
Selon Joseph-Victor Le Clerc, « elle interrompt le sens d'une phrase par une autre phrase qu'elle jette au milieu » ; il donne comme exemple un vers de Virgile :
Tityre, dum redeo (brevis est via), pasce capellas
Tityre, fais paître jusqu'à mon retour, je ne vais pas loin, fais paître mes chèvres